# Алесандро Фарнезе (1520 – 1589)
Вижте пояснителната страница за други личности с името Алесандро Фарнезе.
Алесандро Фарнезе Млади (на италиански: Alessandro Farnese il Giovane; * 27 септември 1520, замък на Валентано, † 2 март 1589, Рим, Папска държава) е италиански кардинал и аристократ от рода Фарнезе. Останал в историята с прозвището „Великият кардинал“ ("Gran Cardinale"), той е културен човек и голям меценат.

## Произход
Той е първото дете на Пиер Луиджи II Фарнезе (* 1503, † 1547), херцог на Парма и Пиаченца, и на съпругата му Джеролама Орсини от Питиляно (* ок. 1503, † 1569). Внук е на папа Павел III. Има трима братя и една сестра:
- Витория (* 1521; † 1602), херцIIиня на Урбино като съпруга на Гуидобалдо II дела Ровере;
- Отавио (* 1524; † 1586, Парма), херцог на Парма и Пиаченца от 1547, херцог на Кастро от 1553, съпруг на Маргарита Пармска;
- Ранучо (* 1530; † 1565), архиепископ на Неапол и кардинал, меценат;
- Орацио (* 1531; † 1553), херцог на Кастро от 1545, съпруг на Диана Френска.

## Биография

### Младежки години
Семейството му го насочва към църковна кариера. Започва да следва в Парма и впоследствие се премества в Колеж „Аркано“ в Болоня, където е изпратен с брат си Отавио, за да учи литература, право и богословие.

### Кардинал
На 18 декември 1534 г., само на четиринадесет години, той е направен кардинал от своя дядо папа Павел III, наскоро станал папа, заедно със своя 16-годишен братовчед Гуидо Асканио Сфорца ди Санта Фиора. Младият Алесандро получава червената шапка от ръцете на кардинал Дел Монте, бъдещ папа Юлий III. След назначаването му за кардинал папата иска да му даде за наставник Марчело Червини, млад свещеник, който се установява в Палацо Фарнезе в Рим. До назначаването на кардинал Николо Каетани ди Сермонета Алесандро е най-младият италиански кардинал.
През август 1535 г., след смъртта на кардинал Иполито де Медичи, Алесандро е назначен за вицеканцлер на Църквата, наследявайки починалия в службата и във всички предимства. Без да престава да принадлежи към ордена на кардиналите дякони, той променя титлата си от „Сант'Анджело ин Форо Писциум“ на тази на „Сан Лоренцо ин Дамазо“. След това повишение папата прибавя към Марчело Червини Бернардино Мафей, поет и колекционер на [[М
медал]]и, когото той използва за уроците си по история.
В този период Алесандро е в конфликт с император Карл V относно възлагането на епархията на Хаен (Испания), възложена му след смъртта на кардинал Естебан Габриел Мерино, архиепископ на Бари и протеже на императора, който би предпочел собствения си кандидат. Спорът продължава до 1536 г., когато Александро разменя епископството на Хаен с това на Монреале (Сицилия), чийто доход е на стойност 15 000 скуди годишно. Приходите му десет години по-късно се оценяват на 60 000 скуди. През 1538 г. той работи като „кардиналски внук“ в секретариата на папа Павел III, подпомаган първо от Марчело Червини, неговия секретар, а след това от Николо Ардингели, Джироламо Дандини и Бернардино Мафеи.
Той се грижи за Антитурската лига и координира подготовката на пътуването на Павел III до Ница, за да се опита да разреши войната от 1536–1538 г. между император Карл V и краля на Франция Франсоа I, като дори стига толкова далеч, че през юни 1539 г. предлага, брак между наскоро овдовелия император и Маргарита Френска, дъщеря на краля на Франция.
Докато Павел III е жив, Алесандро винаги следи политиката на Ватикана с голям интерес, особено лутеранския въпрос, въпреки че никога няма автономия при вземането на решения. През 1546 г. заедно с брат си Отавио участва като папски легат на Карл V в Шмалкадските войни.

### Криза в Парма
След убийството на баща му Пиер Луиджи II Фарнезе през 1547 г. възниква въпросът за Херцогство Парма и Пиаченца. Папа Павел III иска да го върне на Църквата, за да попречи на император Карл V да си го присвои, но неговият внук Отавио се бори усилено за правата си. Това е тежък удар за 81- годишния папа, който трябва да запази спокойствие. Александро, вярвайки, че краят е неизбежен, предприема мерките, които обстоятелствата изискват. Той затваря вратите на Рим, за да има монопол върху информацията, излизаща от града, и нарежда на папския легат в Парма да предаде града на Отавио.
Камило Орсини, платцкомандир в Парма от името на папата, след като научава за вакантното място, отговаря, че е получил Парма от папата и ще я напусне само по заповед на друг папа – заповед, дадена от Юлий III като благодарност на помощта, получена в конклава. Новият папа също присъжда на херцога 2000 скуди годишно като компенсация за позицията му на гонфалониер на Църквата. Въпреки това Пиаченца и цялата територия на херцогството до река Таро остават в ръцете на император Карл V и едва през 1556 г., със споразумението, сключено в Гент, херцог Отавио ги възвръща от Филип II от Испания, който наследява баща си Карл V на трона на Испания и на Милано.
През 1551 г. Алесандро е изпратен от Юлий III при брат си Отавио със задачата да го убеди да върне херцогството си. Но Алесандро решава да не се подчини на папата и, за да остане недостъпен, намира убежище в Палацо Векио във Флоренция, близо до Козимо I де Медичи, оставайки далеч от папския двор повече от година. Папата, ядосан от неподчинението на Фарнезе, конфискува епархията на Монреале и мебелите на Палацо Фарнезе, които са продадени за 30 000 скуди. На 8 юни същата година Юлий III обявява война на непокорните. Военните операции вървят зле и така заповедите на папата се превръщат в помирение с блудния син и връщане на всички активи на семейство Фарнезе. Александро се завръща в Рим през юни 1552 г.

### Престой във Франция и завръщане в Рим
След този епизод Алесандро отива в двора на френския крал  Анри II. Там той получава епископството на Гренобъл и обещанието за други свободни придобивки, докато достигне доход от 40 000 скуди. По време на престоя си е настанен в апартамент в замъка на Сен Жермен ан Ле. За да се отплати за доброто отношение, което получава в двора, Александро предоставя на посланиците на краля при Светия престол къщите, които семейството притежава в Рим. Той се завръща в Италия, по настояване на папата, през лятото на 1554 г.
Именно при завръщането си от Франция Алесандро се радва на период на най-голямо богатство благодарение на многобройните приходи, идващи от различните епархии, с които той е инвестиран. През 1556 г. животът му е озарен от раждането на дъщеря му Клелия, вероятно от френската херцогиня Клод дьо Бон дьо Самблансе. Детето е поверено на нейната леля Витория Фарнезе, херцогиня на Урбино, където се обучава заедно с братовчедка си Лавиния дела Ровере. През 1570 г. дъщеря му се омъжва за Джован Джорджо Чезарини, от когото има син Джулиано. Александро я кара да се омъжи за Марко Пио ди Савоя за втори път в Капрарола на 2 август 1587 г.
През 60-те години в Рим Алесандро се сприятелява с известния лекар Джироламо Меркуриале, чийто домакин е Алесандро Фарнезе и който изглежда написва своята известна De arte gymnastica именно в дома му.
През 1568 г. Алесандро нарежда да се построи Църквата на Исус в Рим, започната под ръководството на Якопо Бароци, известен като Виньола, и завършена от Джакомо Дела Порта, който става главен архитект след смъртта на самия Виньола.  
През 1564 г.,, въз основа на дизайна на Виньола, той нарежда да се построят Horti Farnesiani – автентични градини на чудесата, построени върху руините на хълма Палатин, където птичарници, ливади, горички и пътеки са добавени към руините на Имперски Рим. На това място са се срещали членовете на Академия дел Вирту, основана от Клаудио Толомей. През 1574 г. Алесандро завършва задната част на Палацо Фарнезе, която се превръща по-скоро в музей, отколкото в дом, тъй като всички семейни колекции на изкуството се съхраняват там.
През 1575 г. Алесандро завършва това, което може да се счита за ренесансов шедьовър: Палацо Фарнезе в Капрарола. Кардиналът, любител на провинцията, иска тази прекрасна вила, за да може да се оттегли с приятели близо до Рим, без да се налага да стига до Градоли или Каподимонте в Херцогство Кастро. Художници от калибъра на Виньола работят по тази резиденция, който наследява Антонио да Сангало Млади, автор на оригиналния проект, художниците Тадео и Федерико Дзукари, Якопо Дзангуиди, известен като Бертоя, Джовани Де Веки, Рафаелино да Реджо и Антонио Темпеста.
През 1579 г. Алесандро купува Фарнезина – резиденцията, проектирана през 1508 г. от Агостино Киджи, най-великият италиански банкер на времето. Вилата е украсена с картини на Рафаело Санцио, Содома, Джулио Романо и Себастиано дел Пиомбо. Между 1582 и 1584 г. Алесандро кара да построят църквата „Санта Мария Скала Чели“ близо до Абатство „Тре Фонтане“, проектирана от Джакомо дела Порта. 
Богатството, което Алесандро е натрупал благодарение на доходите, свързани с многобройните титли, свързани с неговия кардиналски пост, му позволява да поръчва архитектурни произведения, миниатюри, бижута и фрески на най-големите художници на времето. Той е нарисуван от Тициан и е голям колекционер на антични монети и скъпоценности. Става приятел на известния миниатюрист Джулио Кловио, който създава „Часослов на Фарнезе“ (компендиум от религиозни текстове) и „Lezionario Farnese“ (с подобно съдържание). И Джорджо Вазари работи за него, създавайки цикъл от фрески, прославящи папа Павел III в Канцлерския дворец в Рим. Неговите „Животописи на най-известните живописци, ваятели и архитекти“ всъщност саэнаписани по предложение на кардинала и на неговите приятели Паоло Джовио, Анибале Каро, Франческо Мария Молца и Ромоло Куирино Амазео.
По силата на връзката си с йезуитите и поради амбицията си да бъде избран за папа Алесандро кара да построят и възстановят много религиозни сгради. Той нарежда базиликата „Сан Лоренцо ин Дамазо“ да бъде реновирана от Виньола, като поръчва стенописите на нефа на Джовани Де Веки, Николо Чирчиняни и Кавалиер д'Арпино. Олтарът е дело на Тадео и Федерико Дзукари. Той кара да реставрират и изографисат катедралата на Монреале, Териториалното абатство „Света Мария“ на Гротаферата и Абатство „Фарфа“.

### Смърт
На 28 февруари 1589 г. 43-годишният Алесандро умира от инсулт. В изпълнение на завещанието му е погребан на 2 март в Църквата на Исус в Рим. На погребението му присъстват 42 кардинали.

## Потомство
От неизвестна жена (може би херцогиня Клод дьо Бон дьо Самблансе или римска перачка) има една извънбрачна дъщеря:
- Клелия Фарнезе (1557 – 11 септември 1613, Рим), о∞ 1. 1566 за Джован Джорджо Чезарини (1549, Рим – 20 април 1585, пак там), колекционер на изкуството, маркиз на Чивитанова Марке и господар на Монтекозаро, Дженцано, Чивита Лавиния и Ардеа, от когото има дъщеря и син 2. 2 август 1587 в Палацо „Фарнезе“ в Капрарола за Марко Пио ди Савоя, маркиз на Чивитанова Марке, владетел на Монтекозаро, Дженцано, Ланувио и Ардеа и впоследствие господар на Сасуоло, от когото няма деца.